# Stiepan Chałturin
Stiepan Chałturin ros Степан Халтурин (ur. 21 grudnia 1856?/2 stycznia 1857 we wsi Chalewinskaja, stracony 22 marca?/3 kwietnia 1882 w Odessie) – rosyjski zamachowiec, członek Narodnej Woli, autor nieudanego zamachu bombowego wymierzonego w cara Aleksandra II.

## Życiorys
Chałturin pochodził z rodziny chłopskiej. Sam zdobył zawód stolarza i pracował w kilku fabrykach w Petersburgu (od 1875). Z ideami Narodnej Woli zetknął się w czasie nauki w szkole średniej. Po przeniesieniu się do stolicy Rosji na własną rękę zaczął prowadzić propagandę antycarską w kręgach robotniczych. W 1878 założył Północny Związek Robotników Rosyjskich, jednak organizacja, przetrzebiona aresztowaniami, przetrwała tylko rok. To doświadczenie ostatecznie uczyniło z niego wroga caratu i przekonało do taktyki terrorystycznej. 

### Zamach na Aleksandra II
Chałturin sam wpadł na ryzykowny pomysł wysadzenia w powietrze całego Pałacu Zimowego, w celu uzyskania jak największego rozgłosu i zapewnienia akcji powodzenia. Aby móc urzeczywistnić ten plan, najął się w 1880 do prac remontowych w budynku pod fałszywym nazwiskiem Batyszkow. Udając nieokrzesanego i mało inteligentnego chłopa zdobył zaufanie przełożonych na tyle, że mógł spać na terenie pałacu, nikt również nie kontrolował wnoszonych przez niego przedmiotów. W ten sposób Chałturin był w stanie przetransportować na teren obiektu i ukryć w swoich rzeczach osobistych ilość dynamitu wystarczającą do wywołania potężnego wybuchu. O postępach swojej pracy regularnie informował Andrieja Żelabowa. 
Początkowo plan Chałturina uważany był za niemal niemożliwy do zrealizowania, toteż narodowolcy traktowali go jako awaryjny, prowadząc równocześnie prace nad zamachem na carski pociąg na trasie z Liwadii do stolicy. Po fiasku tego zamachu Żelabow przez łącznika Kwiatkowskiego poinformował Chałturina o zmianie planów i wyznaczył termin ataku na pałac: 5 lutego?/17 lutego 1880 Chałturin miał wysadzić w powietrze jadalnię carską w czasie uroczystego obiadu, jaki Aleksander II miał zjeść razem z księciem Bułgarii Aleksandrem von Battenbergiem. Termin zamachu został ustalony wbrew protestom Nikołaja Kibalczyca, czołowego chemika narodowolców, zdaniem którego siedem pudów dynamitu zgromadzonych do tej pory przez Chałturina mogło nie wystarczyć do zrealizowania planów.
Plan zamachu został niemalże ujawniony, gdy carska policja zatrzymała Kwiatkowskiego, a w jego mieszkaniu znalazła plan Pałacu Zimowego z krzyżem w miejscu carskiej jadalni oraz niewielkie zapasy nitrogliceryny. Z nieokreślonych powodów policja nie podjęła jednak dalszych działań w związku z tym odkryciem. Podjęto jedynie częściową rewizję robotników, co zmusiło Chałturina do ograniczenia ilości wnoszonego dynamitu. 
Przed zaplanowanym wybuchem Chałturin bezpiecznie oddalił się z pałacu. Cara uratował jednak przypadek: pociąg wiozący jego gościa spóźnił się, co opóźniło również planowany obiad. W rezultacie władca Rosji znajdował się poza jadalnią w chwili eksplozji. W jej rezultacie faktycznie doszło do zaplanowanych przez narodowolców zniszczeń. Zginęło lub ciężkie rany odniosło 67 osób, głównie służących oraz carskich gwardzistów, których pomieszczenia położone były pod jadalnią. Dalszym zniszczeniom zapobiegła solidna konstrukcja pałacu. 
Dochodzenie policyjne doprowadziło do ustalenia sprawcy zamachu, któremu jednak udało się wyjechać do Odessy, gdzie kontynuował działalność w Narodnej Woli. W marcu 1881 został członkiem komitetu wykonawczego organizacji. W marcu 1882 został ujęty i powieszony za udział w zamachu na znanego z okrucieństwa prokuratora Strielnikowa. W trakcie śledztwa nie wykryto, że był również sprawcą ataku na Pałac Zimowy. 
W czasach ZSRR imieniem Chałturina nazwano wiele ulic w miastach rosyjskich, a miejscowość Orłow w obwodzie kirowskim, gdzie się uczył, nosiła do 1992 jego imię.